# タイーブ・サーレフ
- タイーブ・サーレフ
- タイイブ・サーレフ

アッ＝タイーブ・サーレフ（アラビア語: الطيب صالح, 文語アラビア語発音：al-Ṭayyib Ṣāliḥ(アッ＝タイイブ・サーリフ), 口語寄りアラビア語発音：al-Ṭayyib Ṣāleḥ(アッ＝タイイブ・サーレフ), 口語アラビア語発音：al-Ṭayyeb Ṣāleḥ(アッ＝タイイェブ・サーレフ)、英字表記：Tayeb SalihないしはTayeb Saleh、1929年7月12日 - 2009年2月18日）は、スーダンの作家。
BBCのアラビア語番組およびアラビア語雑誌に文化ジャーナリストとして携わり、ユネスコの職員も務めた。代表作の小説『北へ遷りゆく時』（1966年）は、現代アラビア語文学で最も重要な作品の一つとみなされている。

## 略歴
スーダン・北部州の町、アル・ダッバから近い、ナイル川に面する Karmakol という村に生まれる。ハルツーム大学ゴードン・カレッジを卒業後、イギリスのロンドン大学に留学する。小規模農家と宗教指導者の出身で、当初は農業に従事するつもりだったが、渡英する前に短期間だけ校長を務めたことを除いては、ジャーナリズムや国際文化交流の促進に携わる。
10年以上にわたり、ロンドンを拠点とするアラビア語雑誌「アル＝マジャッラ」に毎週コラムを執筆し続け、さまざまな文学的テーマを探求する。BBCのアラビア語部門に携わった後、カタール情報省の長官となる。職業キャリアの最後の10年間は、パリのユネスコ本部に赴任し、さまざまな役職に就き、ユネスコのペルシャ湾アラブ諸国代表も務めた。
2009年2月18日、ロンドンで死去した。遺体は2月20日にスーダンに埋葬され、同国のオマル・アル＝バシール大統領（当時）、作家で元首相のサーディク・アル＝マフディーほか、多くの著名人やアラブの作家らが葬儀に参列した。

## 著作
- نخلة على الجدول [Nakhla 'ala al-jadwal] (1953).
- دومة ود حامد [Douma wad Hamid] (1960). 『ワド・ハーミドのドウマの樹』
- حفنة تمر [Hafna tamar] (1964).
- عرس الزين [Urs al-Zayn] (1966). 『ゼーンの結婚』
  - 『現代アラブ小説全集 8 北へ遷りゆく時（アラビア語版、英語版） ゼーンの結婚（アラビア語版、英語版）』 黒田寿郎・高井清仁訳、河出書房新社, 1989. に収録.
- موسم الهجرة إلى الشمال [Mawsim al-Hijra ila ash-Shamal] (1966). 『北へ遷りゆく時』
  - 『現代アラブ小説全集 8 北へ遷りゆく時 ゼーンの結婚』 黒田寿郎・高井清仁訳、河出書房新社, 1989. に収録.
- ضو البيت (بندر شاه) [Dau al-Beit: Bandarshah] (1971) 『バンダル・シャー』
- Al-Rajul al Qubrosi (1973, revised 1976).
- مريود (الجزء الثاني من بندر شاه) [Meryoud: The Second Part of Bandarshah] (1976)
- Complete Works (1984)
- منسي إنسان نادر على طريقته (2004, memoir).